# Минфа
Минфа (также Менфа, Минта, Мента, др.-греч. Μίνθη или Μένθη, «мята») — персонаж древнегреческой мифологии, нимфа реки Кокитос, дочь речного бога Кокита. Сделалась наложницей Аида и была растоптана Персефоной, а затем превращена ею в садовую мяту. Гора Минфа находилась к востоку от Пилоса, рядом с ней священный участок Аида и роща Деметры.
По другой легенде, согласно Оппиану, была нимфой в подземном царстве; Аид бросил ее, похитив Персефону, но Минфа не прекращала жаловаться и бранить соперницу, за что и была растоптана ее матерью Деметрой; потом на этом месте выросла садовая мята. Мята в Греции использовалась в погребальных обрядах. 